# سام بروان

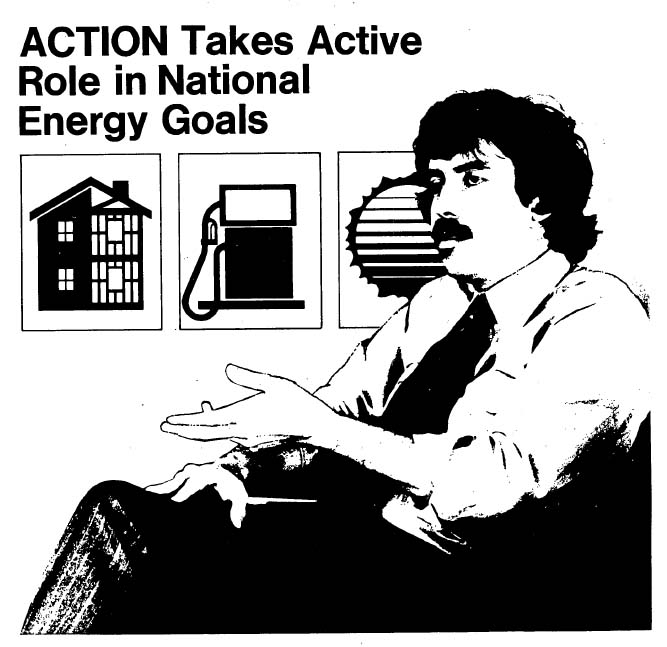
تصویر گرافیکی سام براون از نشست گفت و گو دربارهٔ اهداف انرژی پاک

سام بروان(به انگلیسی: Sam W. Brown Jr) (متولد ۲۷ ژوئیه ۱۹۴۳) فعال سیاسی مشهور، رئیس سازمان اکشن در دولت جیمی کارتر و سفیر سازمان امنیت و همکاری اروپا بوده‌است. وی تحصیلات کارشناسی و دکترای خود را در رشته روابط عمومی در دانشگاه ردلندز به پایان رسانید. سپس با ورود به دانشگاه راتگرز کارشناسی ارشد خود را در رشته حکومت دریافت نمود و متعاقباً دو کرسی در دو دانشکده از دانشگاه هاروارد را از آن خود نمود.